# Gunther (personnage de Friends)
Pour les articles homonymes, voir Günther.
Gunther est un des personnages secondaires de la série télévisée Friends interprété par James Michael Tyler. Gunther est serveur au Central Perk, café  où les six personnages passent une grande partie de leur temps libre.

## Naissance du personnage
À l'origine, le rôle de Gunther aurait dû n'être qu'un rôle de figuration. L'acteur titulaire du rôle, James Michael Tyler, doit son embauche au fait d'avoir été l'unique figurant présent lors du casting qui ait été capable d'utiliser un percolateur. Ses cheveux blonds platine sont également le fruit d'un hasard : la veille du casting, un de ses amis, apprenti-coiffeur, avait expérimenté ses talents sur lui. Les producteurs ont finalement apprécié et l'ont gardé ainsi.

## Le personnage
Au fur et à mesure du développement de la série, il apparaît que Gunther a flashé sur Rachel.
Il fantasme souvent à l'idée de se marier avec elle mais l'avantage a tourné pour Ross. À la fête de l'enterrement de vie de garçon de Ross (avant son mariage avec Emily Waltham), il a remercié Ross de ne pas avoir épousé Rachel. Dans le dernier épisode, comme Rachel se prépare pour aller vivre à Paris, Gunther lui déclare sa flamme. Il a, alors, été gentiment rembarré. Pendant quelques épisodes, Rachel pensait qu'il était homosexuel et comme pour l'encourager, elle lui dit à l'occasion du Halloween dans la 8e saison, qu'il « fera d'un homme le plus heureux du monde ».
Il était souvent un personnage périphérique de la série, ajoutant seulement un brin d'humour ou accomplissant son rôle de garçon de café. Cependant, il a joué aussi un rôle clé lorsqu'il révèle à Rachel que Ross a couché avec l'employée du magasin de photocopie alors que Ross et Rachel « faisaient une pause » dans leur relation. Quand Ross l'a identifié comme étant le maillon de la chaîne qui le relierait à son aventure (Gunther l'a découvert grâce à sa colocataire, Jasmin, la collègue de Phoebe au salon de massage; assez curieusement, le fait que Gunther ait partagé son appartement avec une belle femme n'a jamais été évoqué), il lui a dit « Gunther, dis moi que tu n'as rien dit à Rachel à propos de moi et de la fille de Xérox ». Gunther, désireux de revoir Rachel libre et célibataire, lui a répondu avec une fausse innocence : « je suis désolé, tu aurais voulu que je ne dise rien ? » Cela a marqué la rupture entre Ross et Rachel et le début d'une grosse prise de bec entre eux deux durant une grande partie de la série.
À la fête d'enterrement de vie de garçon de Ross, Chandler a demandé à Gunther qu'il devienne son garçon d'honneur pour son futur mariage. Gunther lui demanda aussitôt quel est son nom de famille, Chandler ne sachant pas, répondit par « Gunther Centralperk ». Son nom de famille reste inconnu du grand public et tout ce que l'on sait de lui est qu'il est d'origine néerlandaise, car il a, une fois, prononcé deux phrases en néerlandais et traité Ross de ezel (littéralement : âne).
Les cheveux de Gunther étant tellement blonds (presque blancs) fut une blague de Rachel qui le décrit comme "étant aussi brillant que le soleil" (10e saison, avant son départ à Paris) et quand Gunther dit à Joey qu'il a rendez-vous pour faire colorer ses cheveux, celui-ci lui dit "mais j'adore ta couleur naturelle". Et quand, pour deviner l'identité du père du bébé de Rachel, Phoebe demande "Est-ce que c'est Gunther ?", Rachel répondit que non, Phoebe ajouta aussitôt "Dieu merci, t'imagines ses cheveux sur un bébé ?"
Dans l'épisode 2.19, Gunther prétend avoir joué le rôle de Bryce dans la série Dallas. Il était le bébé de J.R Ewing, et son personnage serait mort enterré par une avalanche, car selon la production de la série, il "braillait trop !" (dans la version originale, il s'agit du personnage de Bryce dans La Force du destin).

## Référence
- (en) Cet article est partiellement ou en totalité issu de l’article de Wikipédia en anglais intitulé « Gunther (Friends character) » (voir la liste des auteurs).